# Melanoxylum brauna
Melanoxylum brauna là một loài thực vật có hoa trong họ Đậu. Loài này được Schott mô tả khoa học đầu tiên.